# 八代真生
八代 真生（やつしろ まい）は日本の女性シンガーソングライター、占い師、経営者。

## 花札占師　八代真生
父親から譲り受けた一子相伝の花札占いとスピリチュアル能力で、生年月日鑑定、家相の鑑定・土地や家の浄化、護符制作、数珠やサンキャッチャーのパワーリング、先祖供養法・墓参り法の伝授、運気向上法のアドバイスなどを行っている。
企業鑑定・コンサルティング業務では、主に以下の観点でアドバイスを行っている。
- 利益を上げる
- リスクを避ける（予見する）
- 取引先との関係を良くする
- 新しい事業を始める
- 社員とその家族の健康・繁栄
- 社内不正の防止
- 本社移転
- 事業所、工場の新設　などに関する対処法や解決法の伝授

手法は、 本社、事業所に対する風水、間取り等の方位学 生年月日から経営者、経営幹部、その他社員やその家族の特性を鑑定し 商売繁盛・運氣隆昌に導く。
花札占いには、かるたの老舗松井天狗堂（京都市）の（故）松井重夫氏より授かった「八代」の名前入りオリジナルの手摺りの札を用いている。

## シンガーソングライター　八代真生
占い師としての顔の他にシンガーソングライターとしての顔も持つ。
大阪音楽大学短期大学部声楽科及びヤマハ音楽院エレクトーン科を卒業、在学中に『八代音楽教室』を立ち上げる。
2000年から東京の南青山、六本木、赤坂、日本橋などを中心にライブ活動を開始、2006年には楽曲制作、ピアノ弾き語り演奏などを業務とする『タワーエイトミュージック』を設立、これがのちの『株式会社タワーエイト』（鑑定、演奏、店舗経営、音楽出版など）の設立に繋がる。
2011年から東日本大震災復興支援活動バンド『三迦葉（カッサパ）』のメンバーに参画して活動を始める、BS日テレ「日本100巡礼」、日テレ「ワイドスクランブル」、フジテレビ「とくダネ」でミュージシャンとしてメディア出演。建長寺、円覚寺、回向院、よみうりホール　ホノルル妙法寺、ホノルルフェスティバルなど全国150カ所以上の寺院、劇場、多目的ホール、集会所で復興支援活動として演奏を行う。2011年6月8日　被災地復興応援ソングCD『あいことば～めげない にげない くじけない～』をAmazonで発売、5000枚以上を販売し、売上金すべてを義援金として寄付する。
2023年8月8日　New Album『8Anniversary』を八代自身のレコードレーベル「タワーエイトレコード」から全国リリース、山野楽器銀座店では大々的に宣伝、販売される。山野楽器Twitter
また、多才な八代は、2015年10月1日に『花札占いカフェ＆ピアノバーTower8（タワーエイト）』を開店、ピアノ生演奏で歌える店として好評を得る、2021年12月1日　いままでビルの２Fにあった店舗を移転、『PianoBar Tower8　of 花札占師』と店名を変更し路面店として運営。
現在はステージにピアノが3台並ぶ店舗で八代自身が演奏はもちろん、スタッフの演奏やミュージシャンを招いてのライブ演奏や占い鑑定、ミュージックスクールなども開催し、後進の育成など多才に活躍中。

## 略歴

### ミュージシャン略歴
- 大阪音楽大学短期大学部 声楽科卒。
- ヤマハ音楽院 エレクトーン科卒。
- 在学中に『八代音楽教室』を立ち上げ、2000年から東京の南青山、六本木などを中心にライブ活動を開始。
- 2006年、冠婚葬祭に関わるオリジナル曲制作・出張ピアノ弾き語り演奏を業務とする『タワーエイトミュージック（Tower Eight Music）』を設立。
- 2011年から東日本大震災復興支援活動バンド『三迦葉（カッサパ）』のメンバーに参画しても活動。
- 2011年6月8日、被災地復興応援ソング『あいことば ～めげない にげない くじけない～』を Amazon.co.jp で発売。
- 2013年2月27日～3月4日、『三迦葉（カッサパ）』ハワイ公演。ホノルル妙法寺、ホノルル・フェスティバルで演奏。
- 2014年3月までに、鎌倉の建長寺や円覚寺、よみうりホールなど、全国150カ所以上の寺院・劇場・多目的ホール・集会所でライブ演奏。
- 2015年10月１日、JR神田駅南口より徒歩３０秒にある日東神田ビル２階に、花札占いカフェ＆ピアノバーTower8（タワーエイト）を開設ー予約制で花札占いを受け付けるとともに、夜はお客様参加型をコンセプトにし、さまざまなジャンルの曲を生伴奏アレンジで唄えるピアノバーを運営。
- 2021年12月１日、JR神田駅東口より徒歩４分にある東紺屋町２８　那智ビル１階に移転。PianoBar Tower8　of 花札占師　に　　　店名を変更しステージに３台ピアノが並び、八代自身が伴奏し、お客様が唄えジョイントできるピアノバーを運営している。　　http://piano-bar.tower8.jp/

### 占い師略歴
- 2000年から「花札占い師」だった父親より同占術の奥義を授けられる。
- 2010年から、占いの館運泉館（埼玉県草加市栄町3）のレギュラー鑑定士となり、以来、月数回程度、出演。
- 2011年から、開運法を伝授するセミナーを東京都港区六本木を中心にで開催。
- 2011年12月10日、占い鑑定・音楽レッスン・音楽制作を行なうサロンを、東京都目黒区に開設。

　このころより、人にまつわる数字（生年月日・命日）に天から授り与えられた暗号・役目・使命を感じ、音楽と融合できないかと考えるようになり
　2013年、生年月日により、その人が元気になる特有の音・調（key）があることを発見し、以後、治癒力の向上、元気になり運気向上できる音楽、音楽と占いが響きあう音楽の制作を行なっている。
- 2015年10月　自身のお店『花札占いカフェ＆ピアノバーTower8（タワーエイト）』にて鑑定を開始。
- 2021年12月　お店を移転、店名を『PianoBar Tower8　of 花札占師』に変更し鑑定を行っている。

## メディア出演

### テレビ
- 恋するソウル（テレビ東京、2010年8月1日 - 2010年9月12日）占い師としてレギュラー出演。
- 情報プレゼンター とくダネ!（フジテレビ、2011年6月20日）で地福寺（宮城県気仙沼市）住職をリーダ－とする『三迦葉（カッサパ）』の活動と被災地復興応援ソング『あいことば　～めげない にげない くじけない～』がVTRで紹介された。
- ワイド!スクランブル（テレビ朝日、2011年6月22日11:25～13:05）『コレ何?玉手箱』のコーナーで『三迦葉（カッサパ）』と『あいことば　～めげない にげない くじけない～』がVTRで紹介された。
- 日本100巡礼（BS日本、2013年03月13日）に『三迦葉（カッサパ）』として出演。
- 東日本大震災から3年「生きていく」（BSフジ、2014年3月15日14:00～15:55）『泣き虫和尚「逃げない・めげない・くじけない」』に『三迦葉（カッサパ）』として出演。
- TBS「日本一網打尽リサーチ片っ端から探しました」の番組の中で「4名の人気占い師の方に占って頂きました」に出演

### ラジオ
- C-ZONE Season!（bayfm78、2010年7月）占い師として出演、C-ZONEメンバーを鑑定。
- ラジペディア（J-WAVE、2011年10月17日）占い師として出演し歌手のJUJUを鑑定。

### インターネット
- 2008年2月 - 2012年3月、株式会社ワコールとのコラボレーションにより同社ウェブサイトの『ワコール　心を奏でる花札占い』『ワコール「スタイルサイエンス」八代真生の誕生月占い』『花札みくじ』を監修。BGMの作曲も行なう。
- 2012年8月から株式会社メディア工房が制作・提供する携帯電話・スマートフォン向け有料占いコンテンツ『六本木◆噂の女占師』を監修。
- 2015年10月15日からテレシスネットワーク株式会社が制作・提供するYoahoo占い「捌華霊占」（はちはなれいせん）をリリース
- 2016年1月13日からテレシスネットワーク株式会社が制作・提供するLINE占い「捌華秘占」（はちはなひせん）をリリース
- 2022年　秋葉原の占いお勧め人気ランキングで1位を獲得

### フリーペーパー
- 2006年8月 - 2006年10月、株式会社ワコールの月刊紙Rainbowに『八代真生の生まれ月占い』を連載。

### 新聞
- 日刊スポーツ（2011年6月20日付）『被災住職が作詞　御利益CD　すでに1000枚超セールス』の記事で、被災地復興応援ソング『あいことば　～めげない にげない くじけない～』が7段抜きで紹介された。

### 雑誌
- 恋運暦（2010年8月号、イースト・プレス刊）記事『街で噂の占い師がいるというので編集部が体験してきました！クチコミ占い探検隊』で特集された。
- 2021年4月　マガジンハウス「HANAKO」に八代真生のお店『花札占いカフェ＆ピアノバーTower8（タワーエイト）』が掲載される。

### 単行本
- 占いに行ってきました!（2013年1月16日、大泉書店発行、柏木珠希著、日本マンガ塾・鶴羽あき画）17名の“当たる占い師"の一人として紹介された。

### 広告
- 2003年11月 - 2004年1月、および2004年3月 - 2004年5月、地下鉄半蔵門線車内で掲示された青山ダイヤモンドホールの広告ポスター。挙式前カップルの設定でモデルを務めた。